# Pilosocereus pusillibaccatus
Pilosocereus pusillibaccatus är en kaktusväxtart som beskrevs av P.J. Braun och Esteves. Pilosocereus pusillibaccatus ingår i släktet Pilosocereus och familjen kaktusväxter. Inga underarter finns listade i Catalogue of Life.